# بنجامين س. ترومان
بنجامين س. ترومان (بالإنجليزية: Benjamin C. Truman)‏ هو صحفي ومراسل عسكري أمريكي، ولد في 25 أكتوبر 1835، وتوفي في 18 يوليو 1916.